# Radia Perlman
Pour les articles homonymes, voir Perlman.
Radia Perlman Joy, née en 1951 à Portsmouth, en Virginie, est une conceptrice de logiciels et ingénieure réseau parfois appelée la « Mère de l'Internet ».

## Biographie
Radia Perlman est née dans une famille juive, d'une mère, mathématicienne de formation, programmeuse en informatique et d'un père ingénieur aéronautique travaillant sur le radar . Elle grandit à Loch Arbour dans le New Jersey.  
Elle obtient un baccalauréat, une maîtrise en mathématiques et un doctorat en informatique du Massachusetts Institute of Technology (MIT). Sa thèse de doctorat au MIT aborde la question du routage, en présence de défaillances malveillantes du réseau et constitue la base de la plupart des travaux dans ce domaine.
Elle est célèbre pour son invention du protocole Spanning Tree, tandis qu'elle travaille pour Digital Equipment Corporation, protocole fondamental pour le fonctionnement des ponts en infrastructure de réseaux.
Elle apporte également des contributions importantes à de nombreux autres domaines de la conception de réseaux et de normalisation tels que les Link-state routing protocol (en), y compris TRILL (en) Transparent Interconnect of Lots of Links, qu'elle a inventé pour corriger certaines des lacunes de spanning-tree.
Radia Perlman est l'auteur d'un manuel sur la mise en réseau et coauteur d'un manuel sur la sécurité des réseaux. Elle est actuellement employée par EMC. Elle détient plus de cinquante brevets de Sun.
En 2014, elle est intronisée au temple de la renommée d'Internet dans la catégorie des pionniers.
Figure majeure dans l’assemblage des réseaux et de la technologie nécessaires à l'actuel Internet, elle est parfois surnommée la « Mère de l'Internet ».

## Prix et distinctions
- 2016 : Intronisation au Temple de la renommée des inventeurs nationaux
- 2014 : Intronisation au Temple de la renommée d'Internet[8]
- 2010 : Prix SIGCOMM[9]
- 2008 : Boursière de l'IEEE pour ses contributions aux protocoles de routage réseau et de sécurité[10]
- 2006 : Lifetime Achievement Award, prix décerné par USENIX pour l'ensemble de sa carrière[11]
- 2005 : Récipiendaire du premier Anita Borg Institute Women of Vision Award pour innovation
- 2003 : Inventeur de l'année de la Silicon Valley Intellectual Property Law Association[12]
- 2000 : Doctorat honoris causa à l'École royale polytechnique de Suède